# Olivia Locherová
Olivia Locherová (nepřechýleně Olivia Locher; * 1990, Johnstown, Pensylvánie) je americká konceptuální fotografka. Proslula svou fotografickou sérií porušující zákon všech padesáti států Unie s názvem Bojovala jsem se zákonem. Monografie tohoto projektu byla vydána Chronicle Books v září 2017.

## Životopis
Locherová se narodila v Johnstownu v Pensylvánii jako mladší ze dvou dětí. V roce 2009 se zapsala jako studentka fotografie na The School of Visual Arts v New Yorku a v roce 2013 získala BFA.

## Dílo
Locherová je známá svým sarkastickým přístupem k studiové fotografii s velkým zaměřením na barvu a koncept. Její první monografií je Olivia Locher: I Fought the Law (Bojovala jsem se zákonem) s předmluvou básníka Kennetha Goldsmitha a rozhovorem o Locherové od Erica Shinera. Fotografie v knize byly vytvořeny mezi červnem 2013 a červnem 2016 v autorčině studiu v New Yorku a v jejím rodném městě Johnstown v Pensylvánii.
Locherová získala ocenění Forbes 30 Under 30 Art & Style za rok 2018.
Locherová příspívala editoriály do The New York Times Magazine, W, Pitchfork nebo Vice.